# لاستوفو

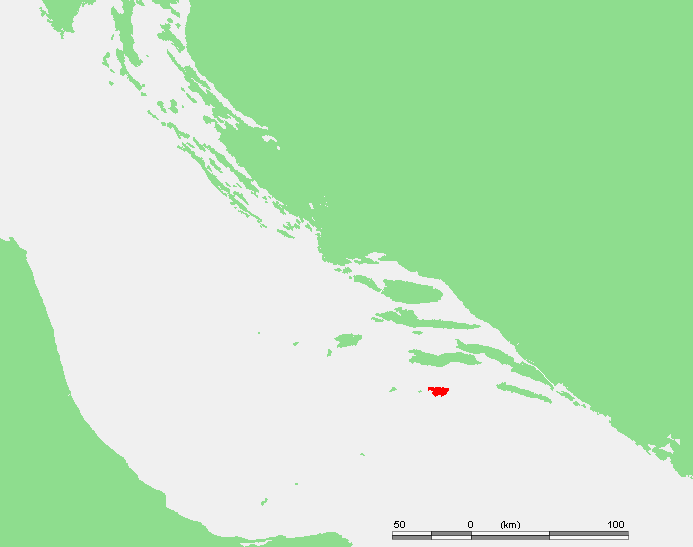
موقع لاستوفو في البحر الأدرياتيكي.

لاستوفو، هي بلدية جزيرة في مقاطعة دوبروفنيك-نيريتفا في كرواتيا. تتكون البلدية من 46 جزيرة والتي يبلغ عدد سكانها 792 نسمة عام 2011، منهم من أصل كرواتي. إجمالي مساحة اليابس حوالي 53 كيلومتراً مربعاً (20 ميل مربع). أكبر جزيرة في البلدية تدعى أيضاً لاستوفو، كما هي أكبر مدينة. الغالبية العظمى من السكان يعيشون على مساحة 46 كيلومتراً مربعاً (18 ميل مربع) وهي مساحة جزيرة لاستوفو.